# Giedrojcie
Giedrojcie (lit.: Giedraičiai) – miasteczko na Litwie, w rejonie malackim, ok. 47 km na północ od Wilna, nad jeziorem Giedrojcie (lt: Kiementas), siedziba starostwa.

## Opis i historia
Giedrojcie uważa się za kolebkę rodu Giedroyciów. Na przeciwległym brzegu jeziora wznosi się góra, która według Stryjkowskiego została sztucznie usypana współcześnie z miastem przez Gedrusa, wnuka Giligina, księcia litewskiego. Książęta Giedroyciowie, właściciele miasta i okolicy, mieli wybudować na niej zamek.
Kościół w Giedrojciach był jednym z najstarszych na Litwie. Drewniany kościół postawiony został w 1445 przez ks. Józefa Giedroycia (w niektórych źródłach podaje się, że kościół powstał już w 1410 z fundacji Michała Gintyłowicza). W 1542 Jan Miczkowicz z żoną i obywatelstwem założyli altarię św. Anny. Obecny murowany kościół pw. św. Bartłomieja ufundowany został przez biskupa żmudzkiego Józefa Arnulfa Giedroycia oraz jego brata Marcina w 1809. W 1812 kościół został zniszczony przez Francuzów, odnowiony przez rodzinę Giedrojciów w 1835 został na nowo poświęcony przez biskupa Benedykta Kłągiewicza.
Okolice Giedrojć były świadkami wielu wydarzeń z historii Polski i Litwy.
W czasie powstania listopadowego z 1830 w Giedrojciach kilkunastu młodych partyzantów zastąpiło drogę oddziałowi księcia Chyłkowa zmierzającemu przez Giedrojcie, Malaty do Święcian. Udało im się zabić kilku z podkomendnych Chyłkowa, sami jednak przy tym zginęli. Rosjanie w odwecie zamordowali szanowanego miejscowego obywatela Justyna Dmochowskiego.
W okolicy miasta zaszła jedna z większych potyczek w czasie powstania styczniowego z 1863.
Giedrojcie były też teatrem działań w czasie konfliktu polsko-litewskiego z 1920. W nocy z 20 na 21 listopada 1920 Litwini znienacka (od 21 listopada miał obowiązywać rozejm) zaatakowali i zajęli Giedrojcie (wówczas Litwa Środkowa). Walki trwały do ok. godz. 14, a następnie zostały przerwane interwencją Ligi Narodów. Militarnie – bitwa ta nie odegrała większej roli, lecz dla dążących do niepodległości Litwinów miała jednak duże znaczenie symboliczne.